# Karkar (wyspa)

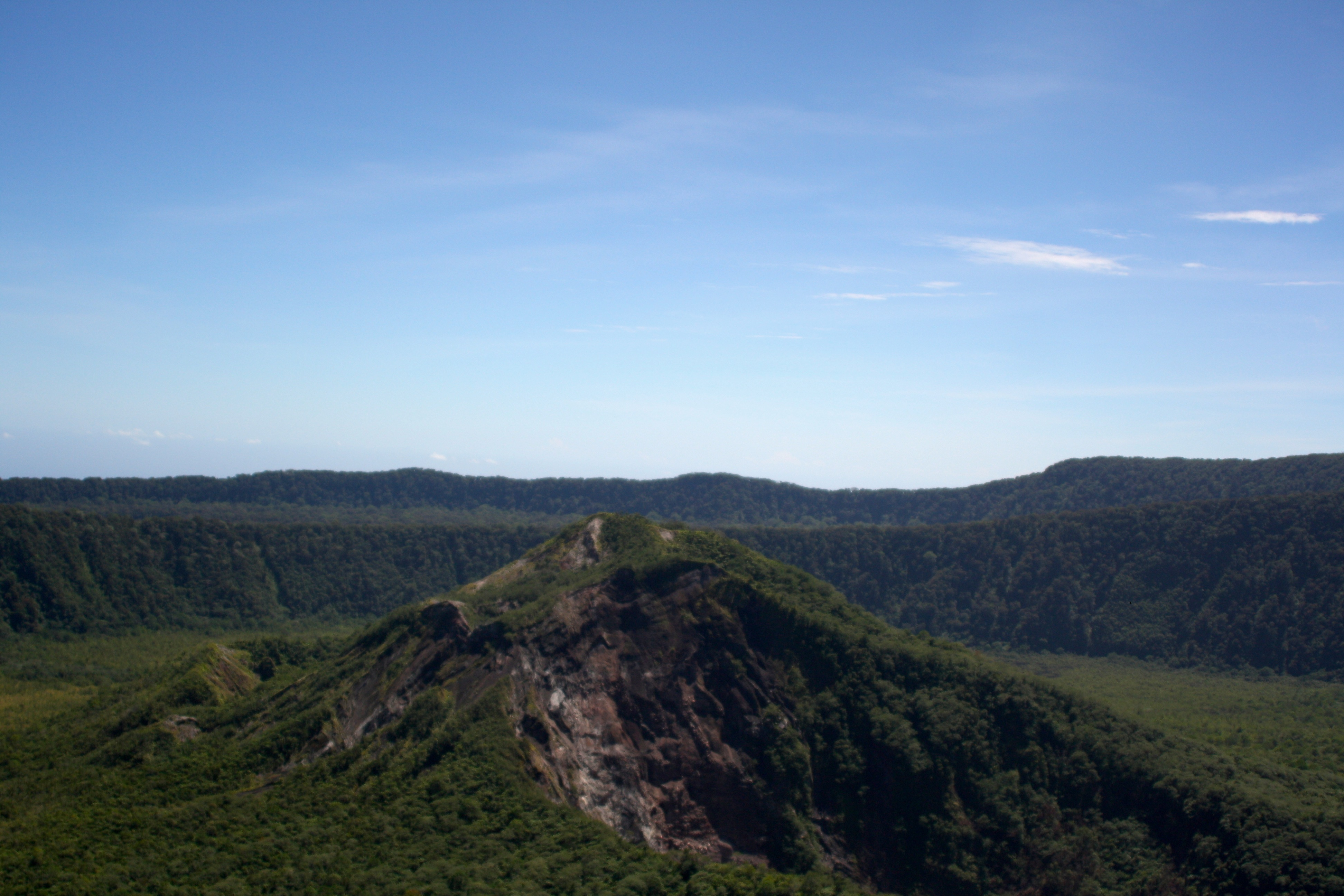
Stożek wulkaniczny Bagiai wewnątrz kaldery

Karkar (czasem spotykany zapis Kar Kar) – wulkaniczna wyspa w Archipelagu Bismarcka na Morzu Bismarcka, położona w odległości 16 km od północnego wybrzeża Nowej Gwinei. Administracyjnie należy do Papui-Nowej Gwinei, do prowincji Madang.
Wyspa ma owalny kształt i jest silnie zalesiona; mierzy około 25 km długości i 19 km szerokości. Zajmuje powierzchnię około 400 km².

## Wulkan
Tworzący wyspę czynny wulkan Mount Uluman to stratowulkan zbudowany ze skał bazaltowych i andezytowych. Na jego szczycie znajdują się dwie kaldery usytuowane jedna w drugiej. Zewnętrzna kaldera o średnicy 5,5 km powstała w trakcie jednej lub kilku erupcji, z których ostatnia miała miejsce około 9 tys. lat temu. Mniejsza (3,2 km średnicy), wewnętrzna kaldera o stromych ścianach o wysokości 300 m utworzyła się około 800–1500 lat temu. Po północnej i południowej stronie kalder znajdują się stożki pasożytnicze. Najwyższy (Mount Kunugui) wznosi się na 1839 m n.p.m.
Większość historycznych erupcji wulkanu (pierwszą odnotowano w 1643) pochodzi ze znajdującego się w wewnętrznej kalderze stożka o nazwie Bagiai. Podczas erupcji w 1979 zginęło dwóch wulkanologów, którzy obozowali przy krawędzi wewnętrznej kaldery. Ostatnia erupcja wulkanu miała miejsce w 2014.

## Ludność
Mimo zagrożenia aktywnością wulkanu Karkar należy do najgęściej zaludnionych terenów prowincji Madang. W 2011 wyspa liczyła około 49 tysięcy mieszkańców. Zamieszkują oni pas przybrzeżny, a poziom ich dochodów jest wysoki w porównaniu do reszty prowincji.

## Rolnictwo
Potencjał uprawowy gleby jest wysoki, sprzyjający jest też klimat. Znajdują się tu plantacje kakaowców i palm kokosowych (produkcja kopry). Uprawia się też m.in. taro, bataty, banany.

## Historia
Jako pierwszy z Europejczyków wyspę dostrzegł hiszpański nawigator Inigo Ortiz de Retes 10 sierpnia 1545 z pokładu żaglowca San Juan.
W trakcie II wojny światowej Karkar okupowali Japończycy. Na początku 1944 wyspę zaatakowało alianckie lotnictwo. W marcu tegoż roku Japończycy opuścili wyspę, a 2 czerwca wylądowali na niej żołnierze Australian Army.